# Rivière-du-Loup
Rivière-du-Loup (català: Riu del llop), abans coneguda com a Sainte-Patrice-de-Rivière-du-Loup, és una ciutat de la província de Quebec, Canadà. Està situada al comtat regional de Rivière-du-Loup i al seu torn, a la regió administrativa de Bas-Saint-Laurent. Forma part de les circumscripcions electorals de Rivière-du-Loup a nivell provincial i de Rivière-du-Loup−Montmagny a nivell federal.

## Geografia
Situada a la confluència del riu "du Loup" i del riu Sant Llorenç, la ciutat ocupa una situació d'encreuament entre Mont-real, la Gaspèsia, la Nova Brunswick, l'estat del Maine (Estats-Units), i la costat nord del riu Sant Llorenç. Aquesta localització fa que la ciutat està comunicada per un portuari important pel transport fluvial, pel ferrocarril - que va ser a l'origen de l'expansió de la ciutat al segle XIX- del mateix que per les autopistas 85 i 20 (transcanadenca). Un petit aeroport situat en el municipi veïna de La Notre-Dame-du-Portage comunica també la ciutat.
La ciutat està erigida sobre una sèrie d'altiplans que pugen des del riu Sant Llorenç fins a un altitud de 200 metres. Aquesta topografia d'escala explica la presència de diverses cascades escarpades sobre el riu du Loup, al centre de la ciutat. Aquestes cascades han estat explotades des del segle xix per la producció d'energia, la qual cosa ha permès la instal·lació de nombroses petites indústries. Avui encara, la ciutat segueix sent un dels principals centres industrials de la regió del Baix-Sant-Laurent.

## Demografia
Amb 19.447 habitants, Rivière-du-Loup és el centre administratiu d'un MRC (municipalité régionale de comté) comprenent 33.947 habitants (2008). La ciutat és també el centre d'una conca econòmica de prop de 90.000 habitants cobrint el territori dels MRC de Kamouraska, Témiscouata i des Basques. Rivière-du-Loup i Saint-Patrice-de-Rivière-du-Loup, avui fusionats, comptaven 17.210 habitants en 1991. La població del territori actual de la ciutat ha augmentat 13% en 20 anys.
| 1991   | 2006   | 2010   | 2011   |
| ------ | ------ | ------ | ------ |
| 17.210 | 18.586 | 19.192 | 19.447 |

## Economia
L'economia està basada en l'explotació de recursos naturals (boscos, energia hidroelèctrica), la fabricació, l'agricultura, i els serveis. En total, hi ha més d'un miler d'empreses situades en el territori de la ciutat. Entre aquestes empreses, 7,5% d'entri treballen al sector primari, 22,6% al sector secundari i 69,9% al sector terciari.